# Liste der Einträge im National Register of Historic Places im Lac qui Parle County

Lage des Lac qui Parle County in Minnesota

Die Liste der Einträge im National Register of Historic Places im Lac qui Parle County in Minnesota führt alle Bauwerke und historischen Stätten im Lac qui Parle County auf, die in das National Register of Historic Places aufgenommen wurden.

## Legende
| NRHP | Historic Place    |
| HD   | Historic District |

## Aktuelle Einträge
| [ 2 ] | Name                                                        | Bild                                                        | Eintragsdatum        | Lage                                                                                             | Ort                        | Beschreibung |
| ----- | ----------------------------------------------------------- | ----------------------------------------------------------- | -------------------- | ------------------------------------------------------------------------------------------------ | -------------------------- | --- |
| 1     | Camp Release State Monument                                 | Camp Release State Monument                                 | 1973 ID-Nr. 73000981 | Abseits des U.S. Highway 212 44° 55′ 58,3″ N, 95° 44′ 54″ W                                      | südwestlich von Montevideo | Stelle, an der nach dem Sioux-Aufstand von 1862 Gefangene bis zu deren Prozess untergebracht wurden                                    |
| 2     | Commercial Bank Building                                    | Commercial Bank Building                                    | 1982 ID-Nr. 82002978 | 6th Street 44° 55′ 46,4″ N, 96° 3′ 16″ W                                                         | Dawson                     | 1892 im Richardsonian Romanesque genannten Baustil errichtetes Bankgebäude                                                             |
| 3     | Dawson Armory and Community Building                        | Dawson Armory and Community Building                        | 1995 ID-Nr. 95000615 | 676 Pine Street 44° 55′ 45″ N, 96° 3′ 20,4″ W                                                    | Dawson                     | 1923 errichtetes Arsenal der Nationalgarde; heute ist in dem Gebäude eine öffentliche Bibliothek untergebracht                         |
| 4     | Dawson Carnegie Library                                     | Dawson Carnegie Library                                     | 1985 ID-Nr. 85001770 | 677 Pine Street 44° 55′ 43,3″ N, 96° 3′ 20,5″ W                                                  | Dawson                     | 1918 errichtete Carnegie-Bibliothek |
| 5     | Lac qui Parle County Courthouse                             | Lac qui Parle County Courthouse                             | 1985 ID-Nr. 85001759 | 600 6th Street 45° 0′ 54,3″ N, 96° 11′ 35,5″ W                                                   | Madison                    | 1899 im neoromanischen Stil errichtetes Justiz- und Verwaltungsgebäude                                                                 |
| 6     | Lac qui Parle Mission Archeological Historic District       | Lac qui Parle Mission Archeological Historic District       | 1973 ID-Nr. 73000971 | County Highway 33 45° 1′ 27,7″ N, 95° 52′ 4,4″ W                                                 | Montevideo                 | Rekonstruktion der 1835 errichteten Missionsstation und des 1826 errichteten Handelsposten Fort Renville sowie eines Dorfes der Dakota |
| 7     | Lac qui Parle State Park WPA/Rustic Style Historic District | Lac qui Parle State Park WPA/Rustic Style Historic District | 1991 ID-Nr. 91001055 | Abseits des County Highway 33 am südöstlichen Ende des Lac qui Parle 45° 1′ 17″ N, 95° 53′ 11″ W | Lac qui Parle Township     | Drei in den späten 1830er Jahren von der Works Progress Administration errichtete Parkeinrichtungen                                    |
| 8     | Louisburg School                                            | Louisburg School                                            | 1986 ID-Nr. 86001348 | 1st Street Ecke 3rd Avenue 45° 10′ 6,1″ N, 96° 10′ 16,6″ W                                       | Louisburg                  | 1911 errichtetes Schulgebäude |
| 9     | Madison Carnegie Library                                    | Madison Carnegie Library                                    | 1985 ID-Nr. 85001823 | 401 6th Avenue 45° 0′ 44,9″ N, 96° 11′ 36,6″ W                                                   | Madison                    | 1906 errichtete Carnegie-Bibliothek |
| 10    | Madison City Hall                                           | Madison City Hall                                           | 1985 ID-Nr. 85001820 | 404 6th Avenue 45° 0′ 45,2″ N, 96° 11′ 34,1″ W                                                   | Madison                    | 1903 errichtetes Rathaus |

## Frühere Einträge
| [ 2 ] | Name                                 | Bild | Eintragsdatum        | Lage                                                   | Ort     | Beschreibung                                                                  |
| ----- | ------------------------------------ | ---- | -------------------- | ------------------------------------------------------ | ------- | ----------------------------------------------------------------------------- |
| 1     | Hotel Lac qui Parle                  |      | 1990 ID-Nr. 90001820 | 202 6th Avenue                                         | Madison | 1999 abgerissen und ein Jahr später aus dem Register gestrichen               |
| 2     | Andreus Thoreson Farmhouse           |      | 1974 ID-Nr. 74001030 | Abseits der County Road 64                             | Madison | 1989 niedergebrannt und zwei Jahre später aus dem Register gestrichen         |
| 3     | Yellow Bank Church Campground Bridge |      | 1998 ID-Nr. 89001831 | Brücke der Township Road 76 über den Yellow Bank River | Odessa  | 1893 errichtete Fachwerkbrücke; 1994 abgebaut und aus dem Register gestrichen |